# 福井放送ラジオ送信所

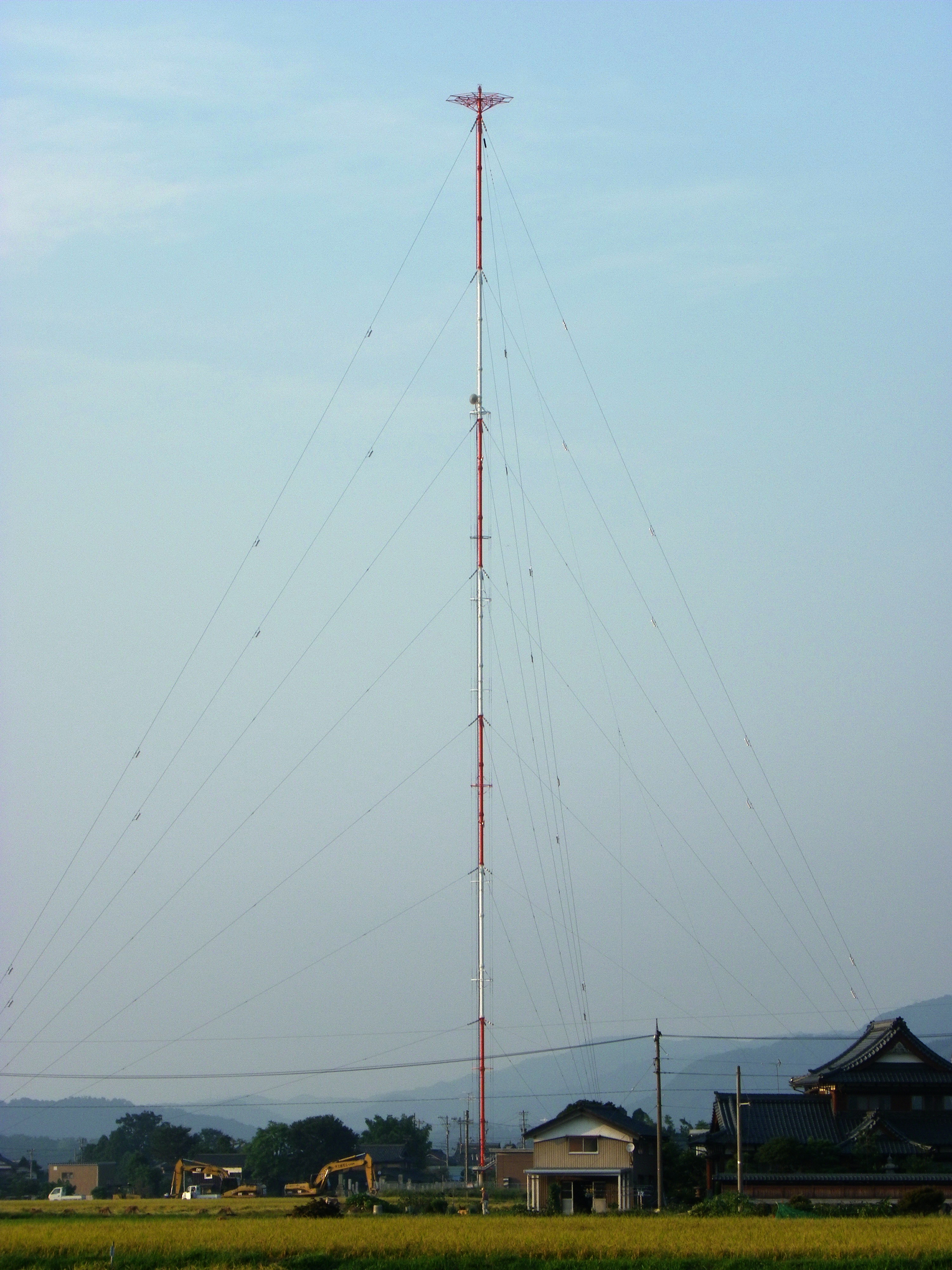
福井放送ラジオ送信所（坂井市）

福井放送ラジオ送信所（ふくいほうそうラジオそうしんじょ）は、福井県坂井市に置かれているFBC福井放送のAMラジオ放送送信所である。

## 概要
- 当送信所は嶺北地域の広範囲に電波を発射している。
- なお、当送信所は福井県内におけるAMラジオ放送の基幹局となっている。

## 所在地
- 坂井市丸岡町油為頭1番字末地係（坂井市立明章小学校付近）

## 送信所概要
| 放送局名     | コールサイン | 周波数 | 空中線電力 | 放送対象地域 | 放送区域内世帯数 |
| ------------ | ------------ | ------ | ---------- | ------------ | ---------------- |
| FBC 福井放送 | JOPR         | 864kHz | 5kW        | 福井県       | 約-世帯          |